# ماري تيريز (دوقة أنغوليم)
     لشخصية أخرى تحمل اسم ماري تيريز من فرنسا، طالع ماري تيريز من فرنسا (توضيح).
ماري تيريز شارلوت (بالفرنسية: Marie-Thérèse Charlotte de France؛ 19 ديسمبر 1778 - 19 أكتوبر 1851) كانت الابنة الكبرى للملك لويس السادس عشر والملكة ماري أنطوانيت، كانت ابنتهم الوحيدة التي بلغت سن البلوغ، في عام 1799 تزوجت من ابن عمها لويس التاسع عشر هو الابن البكر لعمه في المستقبل شارل العاشر، أصبحت ملكة فرنسا القرينة.
بعد زواجها عُرفت ماري تيريز بدوقة أنغوليم. أصبحت دوفينة فرنسا (قرينة ولي العهد) عند تولي عمها شارل العاشر العرش الفرنسي في عام 1824، من الناحية الفنية كانت الملكة لمدة عشرين دقيقة في 2 أغسطس 1830 بين وقت تنازل فيه والد زوجها والوقت الذي وقع فيه زوجها على مضض بنفس الوثيقة، انتقلت صلاحيات ادعاء إلى ابن أخيه هنري كونت شامبور.

## حياتها المبكرة (1778-1789)

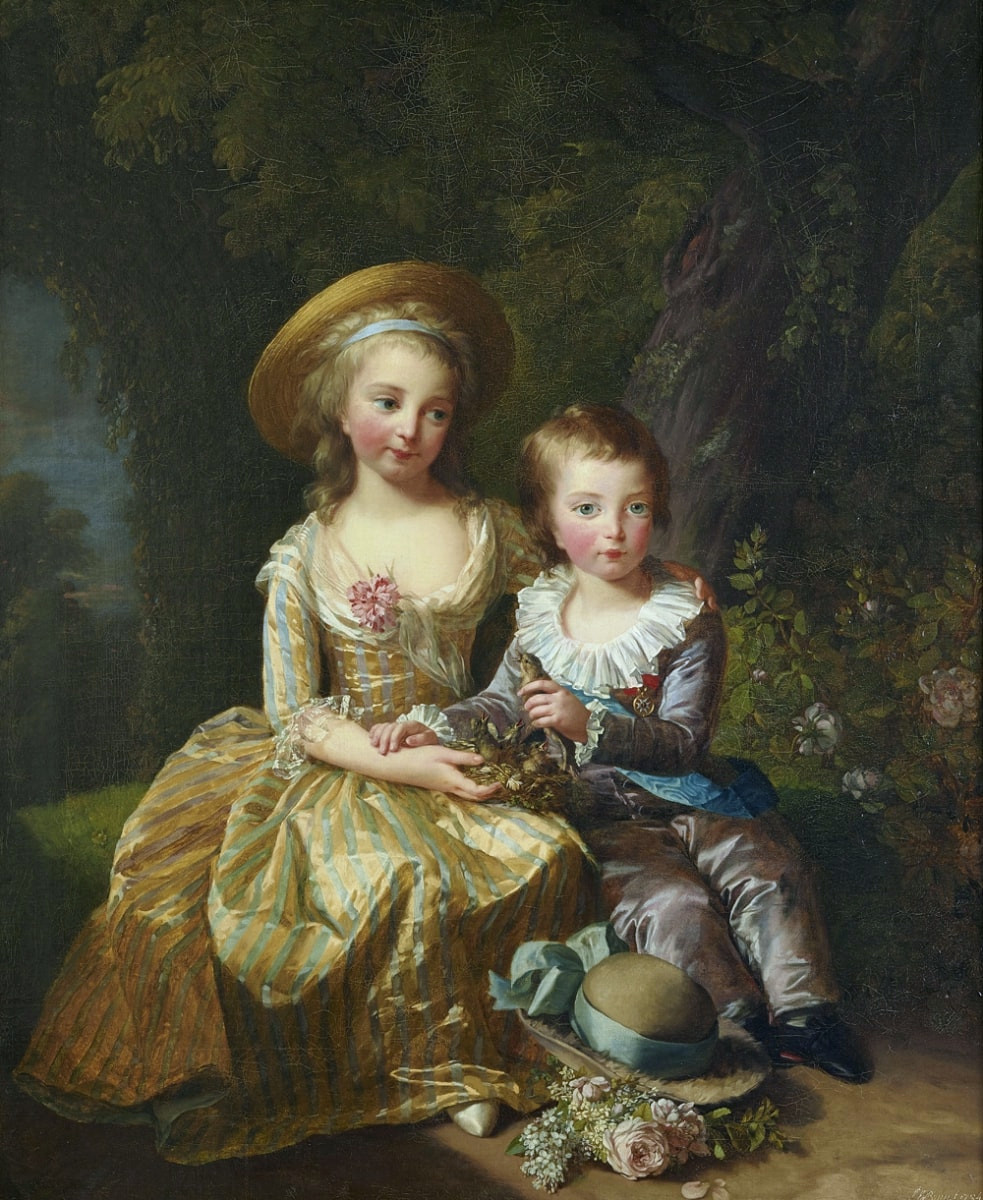
ماري تيريز مع شقيقها لويس جوزيف

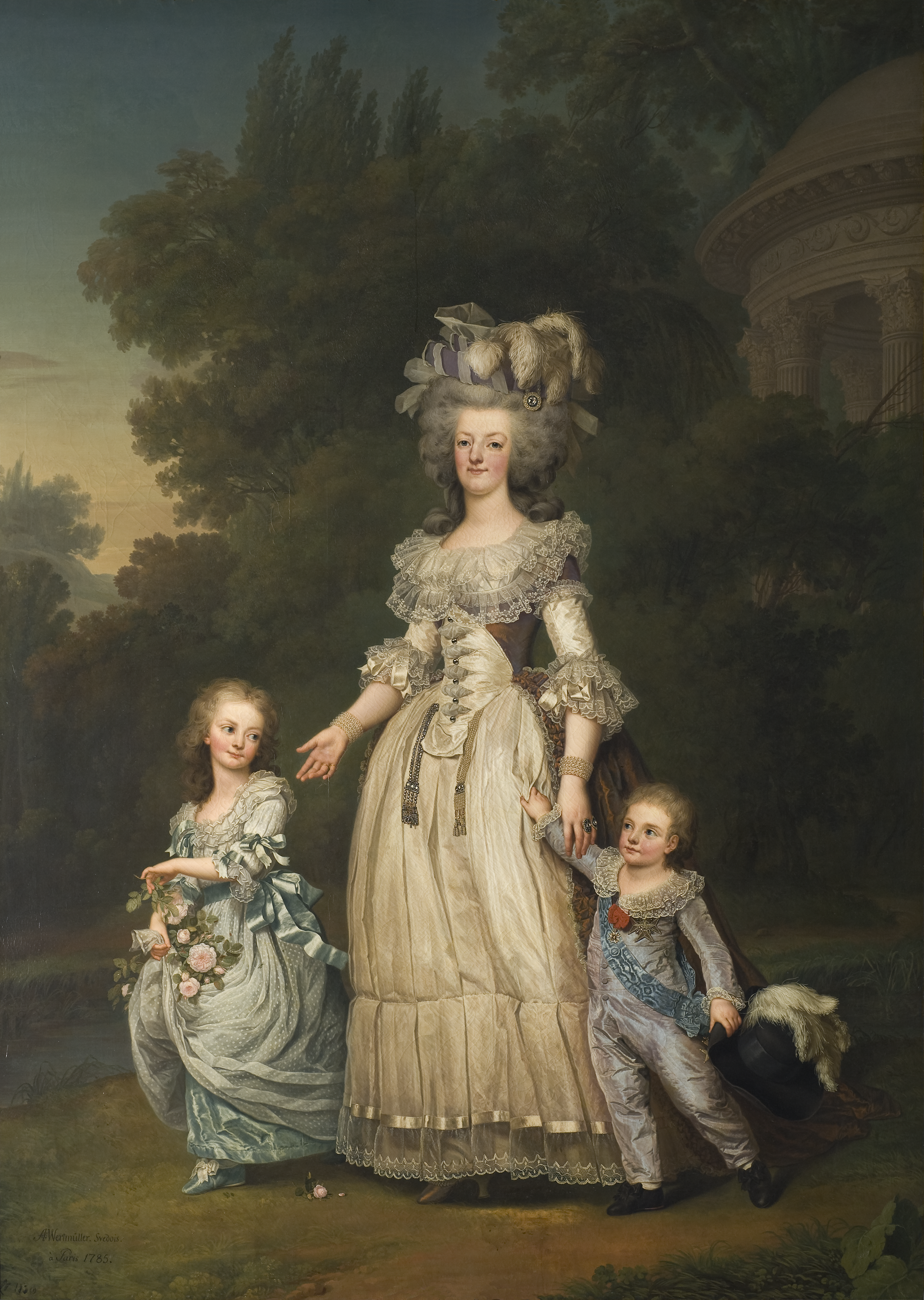
ماري تيريز مع أمها ماري أنطوانيت وأخيها الدوفين لويس جوزيف.

ولدت ماري تيريز شارلوت في قصر فرساي في 19 ديسمبر 1778 فهي الابنة الكبرى للملك لويس السادس عشر والملكة ماري أنطوانيت،  بصفتها ابنة ملك فرنسا كانت ابنة فرنسا (Petite-Fille de France)، وباعتبارها الابنة الكبرى للملك فقد تم منحها لقب عند الولادة.
كادت والدتها ماري أنطوانيت تموت من الاختناق أثناء عملية الولادة بسبب حجرة مزدحمة والتهوية السيئة ، لكن النوافذ فتحت أخيراً للسماح بدخول الهواء النقي إلى الغرفة في محاولة لإنعاشها، نتيجة للتجربة المروعة منع لويس السادس عشر المشاهدة العامة وسمح فقط لأفراد الأسرة المقربين بمشاهدة ولادة الأطفال الملكيين التاليين عندما يتم ولادتهم.
تم تعميد ماري تيريز يوم ولادتها. سميت على اسم جدتها الإمبراطورة ماريا تيريزا من النمسا. كان اسمها الثاني شارلوت لتكريماً لشقيقة والدتها المفضلة ماريا كارولينا ملكة نابولي وصقلية والتي كانت تُعرف باسم شارلوت في العائلة.
كانت حاشية ماري تيريز تتكون من المربية فيكتوار من روهان التي اضطرت لاحقًا إلى الاستقالة بسبب إفلاس زوجها وحل محله المقربة من الملكة يولاند من بولسترون دوقة بولينياك، ومع ذلك تم تقديم الرعاية الفعلية من قبل المربية الفرعية ولا سيما البارونة ماري أنجيليك دي بومبيل، كان لويس السادس عشر أباً حنوناً، يسعد بتدليل ابنته، بينما كانت والدتها أكثر صرامة.
كانت ماري أنطوانيت مصممة على ألا تكبر ابنتها لتكون متغطرسة مثل عماتها الغير المتزوجات، غالباً ما يتم دعوة الأطفال من الرتب الدنيا للحضور وتناول الطعام مع ماري تيريز، ووفقاً لبعض الروايات شُجعت الطفلة على إعطاء ألعابها للفقراء، على عكس صورتها كملكة بحيث أصبحت مادية وتجاهلت محنة الفقراء، حاولت ماري أنطوانيت تعليم ابنتها عن معاناة الآخرين. تقول إحدى الروايات التي كتبها مصدر حزبي بعد وفاتها ببضع سنوات إنه في يوم رأس السنة الجديدة عام 1784 بعد إحضار بعض الألعاب الجميلة إلى شقة ماري تيريز ، أخبرتها ماري أنطوانيت :
 «كان من المفترض أن أعطي لك كل هذه الهدايا في رأس السنة الجديدة، لكن الشتاء صعب للغاية، هناك حشد من الأشخاص التعساء الذين ليس لديهم خبز يأكلونه ، ولا ملابس لارتدائها ، ولا خشب لإشعال النار. لقد أعطيتهم كل أموالي. لم يبق لي شيء لشراء الهدايا لك، لذلك لن يكون هناك شيء هذا العام .»
مع جميع إخوتها كانت الأقرب إلى لويس جوزيف وبعد وفاة لويس شارل كانت فتاة صغيرة وأصبحت الوحيدة لوالديها،  لوحظ أن ماري تيريز كانت جذابة للغاية؛ ذات عيون زرقاء جميلة وورثت المظهر الجميل لأمها وجدتها. كانت الوحيدة من بين أطفال والديها الأربعة الذين نجوا بعد سن العاشرة.

## حياتها أثناء الثورة الفرنسية (1789-1795)
عندما نضجت ماري تيريز، كانت المسيرة نحو الثورة الفرنسية تكتسب زخماً. أثار السخط الاجتماعي الممزوج بعجز الميزانية الخانق موجة من المشاعر المناهضة للاستبداد. بحلول عام 1789، كانت فرنسا تندفع نحو الثورة نتيجة للإفلاس عن دعم البلاد للثورة الأمريكية وارتفاع أسعار المواد الغذائية بسبب الجفاف، والتي تفاقمت بسبب الدعاية الذين كان هدفهم الأساسي من الازدراء والسخرية للملكة ماري أنطوانيت.
مع تزايد الهجمات على الملكة بشكل أكثر شراسة من أي وقت مضى، تراجعت شعبية النظام الملكي. داخل البلاط في فرساي، كانت الغيرة وكراهية الأجانب هي الأسباب الرئيسية للاستياء والغضب تجاه ماري أنطوانيت. أدى عدم شعبيتها مع بعض الأعضاء الأقوياء في البلاط، بما في ذلك دوق أورليان ، إلى طباعة وتوزيع الرسالات البذيئة من مجموعة من الانحرافات الجنسية بالإضافة إلى إنفاق البلاد في الخراب المالي. في حين أنه من المتفق عليه عموماً الآن أن تصرفات الملكة لم تفعل شيئًا يذكر لإثارة مثل هذا العداء، فقد ثبت أن الضرر الذي ألحقته هذه الكتيبات بالملكية كان حافزًا للاضطرابات القادمة.
ومع ذلك، كانت الوضع السياسي المتدهورة تُأثر على ماري تيريز، حيث وقعت الكثير من المآسي الفورية عندما توفيت شقيقتها الصغرى، الأميرة صوفي في عام 1787،  وبعد عامين توفي شقيقها الدوفين لويس جوزيف بسبب السل في 4 يونيو 1789،  في نفس يوم إنعقاد مجلس الأملاك.

### ذهابها إلىالتويليري

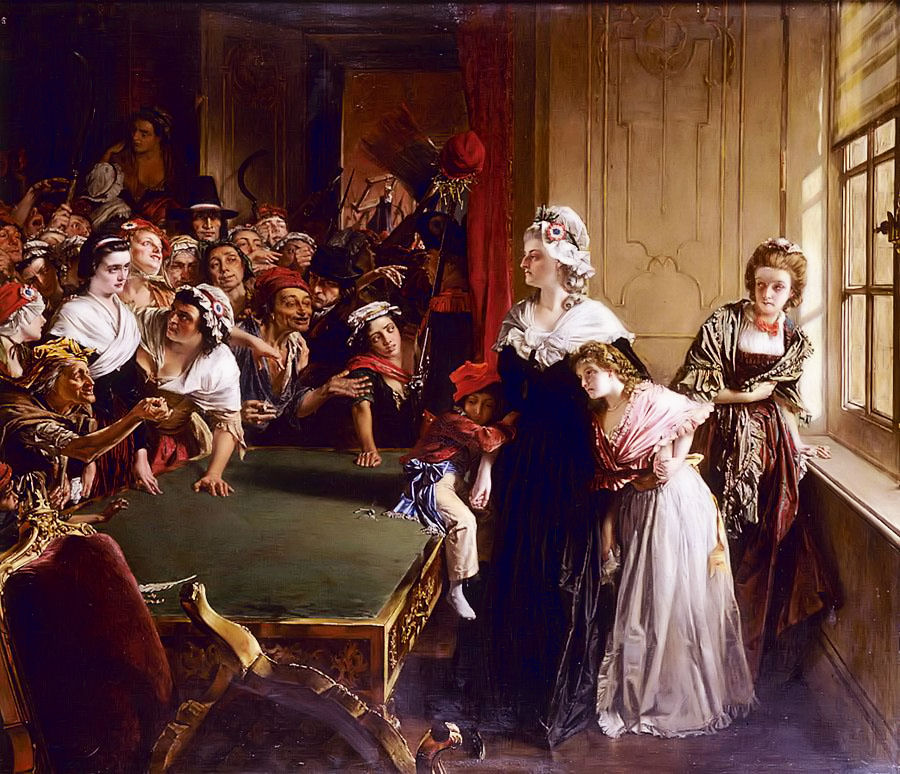
لوحة المدام ملكي مع أمها ماري أنطوانيت وشقيقها لويس شارل وماري إليزابيث، شقيقة لويس السادس عشر تواجه المتمردين في قصر التويليري حوالي 1860.

عندما اقتحم سجن الباستيل في 14 يوليو 1789، وصل الوضع إلى ذروته. بدأت حياة المدام ملكي ذو عمر 10 سنوات تتأثر حيث تم إرسال العديد من أفراد العائلة المالكة إلى الخارج حفاظاً على سلامتهم. هاجر كونت أرتوا وعمها كونت بروفنس ومربية الأطفال الملكيين الدوقة بولينياك، بأمر من لويس السادس عشر.
تم استبدال دوقة بولينياك بالأميرة لويز إليزابيث دو كروي، ماركيزة تورزيل، التي أصبحت ابنتها بولين صديقة لماري تيريز مدى الحياة.
في 5 أكتوبر، سارت مجموعة مختلطة من النساء العاملات بشكل رسمي من باريس إلى فرساي، عازمة على الحصول على الطعام الذي يُعتقد أنه مخزّن هناك، وتعزيز المطالب السياسية. بعد أن أجبر اجتياح القصر في الساعات الأولى من يوم 6 أكتوبر الأسرة على اللجوء إلى شقة الملك ، طالب الحشد بنقل الملك وعائلته إلى قصر التويليري في باريس وحصلوا على ذلك.
مع تدهور الوضع السياسي، أدرك لويس السادس عشر وماري أنطوانيت أن حياتهما كانت في خطر، واتفقا مع خطة الهروب التي تم تنظيمها بمساعدة الكونت إكسل فون فيرسن. كانت الخطة للعائلة المالكة أن تفر إلى قلعة مونتميدي الشمالية الشرقية، وهي معقل ملكي، ولكن تم اعتراض محاولة الطيران في فارين، وتمت مرافقة العائلة إلى باريس.

### برج تومبل
في 10 أغسطس 1792 بعد أن ذهبت العائلة المالكة إلى الجمعية التشريعية، أُطيح ب لويس السادس عشر، على الرغم من عدم إلغاء النظام الملكي. في 13 أغسطس، أعتقلت العائلة بأكملها في برج تومبل. الذي كان بقايا من قلعة سابقة في العصور الوسطى. في 21 يناير 1793، أُعدم لويس السادس عشر بالمقصلة، وفي ذلك الوقت اعترف بلويس شارل شقيق ماري تيريز الأصغر كملك فرنسا لويس السابع عشر.
بعد ستة أشهر تقريباً، في مساء يوم 3 يوليو 1793،  دخل الحراس شقة العائلة المالكة، وأخذوا بالقوة لويس شارل في الثامنة من عمره، وعهدوا إليه برعاية أنطوان سيمون، الإسكافي ومفوض برج تومبل. بقي في البرج ماري أنطوانيت وماري تيريز وعمتها إليزابيث شقيقة لويس السادس عشر الصغرى، عندما نُقلت ماري أنطوانيت إلى خدمات الاستقبال والإرشاد بعد شهر واحد في ليلة 2 أغسطس، تُركت ماري تيريز في رعاية عمتها إليزابيث التي بدورها نُقلت في 9 مايو 1794 وأُعدمت في اليوم التالي، من بين السجناء الملكيين في البرج كانت ماري تيريز شارلوت هي الوحيدة التي نجت من عهد الإرهاب.
كانت إقامتها في برج معزولة عن البشر وغالباً ما كانت تشعر بالملل، الكتابان اللذان تملكهما،  كتاب الصلاة الشهير الذي يحمل اسم تقليد المسيح ورحلات جان فرانسوا دو لا هارب، تمت قراءتهما مراراً وتكراراً، لدرجة أنها سئمت منهم. لكن المسؤولين الحكوميين رفضوا طلبها للحصول على المزيد من الكتب، وكثيراً ما يتم رفض العديد من الطلبات الأخرى، بينما كان عليها في كثير من الأحيان أن تتحمل الاستماع إلى صرخات وصراخ شقيقها كلما يتعرض للضرب، في 11 مايو زار ماكسميليان روبسبيار  ماري تيريز، لكن لم يكن هناك سجل للمحادثة أثناء سجنها ، لم يخبر ماري تيريز أحداً بما حدث لعائلتها كل ما كانت تعرفه هو أن والدها توفي، تم حك الكلمات التالية على جدار غرفتها في البرج:
 «ماري تيريز شارلوت هي أكثر شخصية تعيسة في العالم، لا يمكنها الحصول على أخبار عن والدتها، ولا يمكن لم شملها معها، رغم أنها طلبت ذلك ألف مرة، عِش يا أمي الطيبة! التي أحبها جيداً ، لكن الذين لا أسمع منهم بشا. يا أبي! راقبني من السماء من فوق. يا إلهي! اغفر لمن جعل والديَّ يتألمان.» 
في أواخر أغسطس 1795 عرفت ماري تيريز أخيراً بما حدث لعائلتها من قبل رفيقتها مدام رينيه دي تشانتيرين، عندما تم إبلاغها بمصير كل منهما ، بدأت ماري تيريز المذهولة بالبكاء، وأطلقت تنهدات عالية من الألم والحزن.
بمجرد انتهاء عهد الإرهاب سُمح لماري تيريز بمغادرة فرنسا، وتم إطلاق سراحها في 18 ديسمبر 1795 في يوم عيد ميلادها السابع عشر وتم تبادلها مقابل سجناء فرنسيين بارزين (بيير رييل دي بورنونفيل، جان بابتيست درويت، أوغو بيرنار ماريه، أرمان غاستون كامو، نيكولا ماري كوينيت ، وشارل لويس) ونُقلت إلى فيينا عاصمة ابن خالها الإمبراطور الروماني المقدس فرانتس الثاني، وكذلك مسقط رأس والدتها.

## النفي (1795-1814)

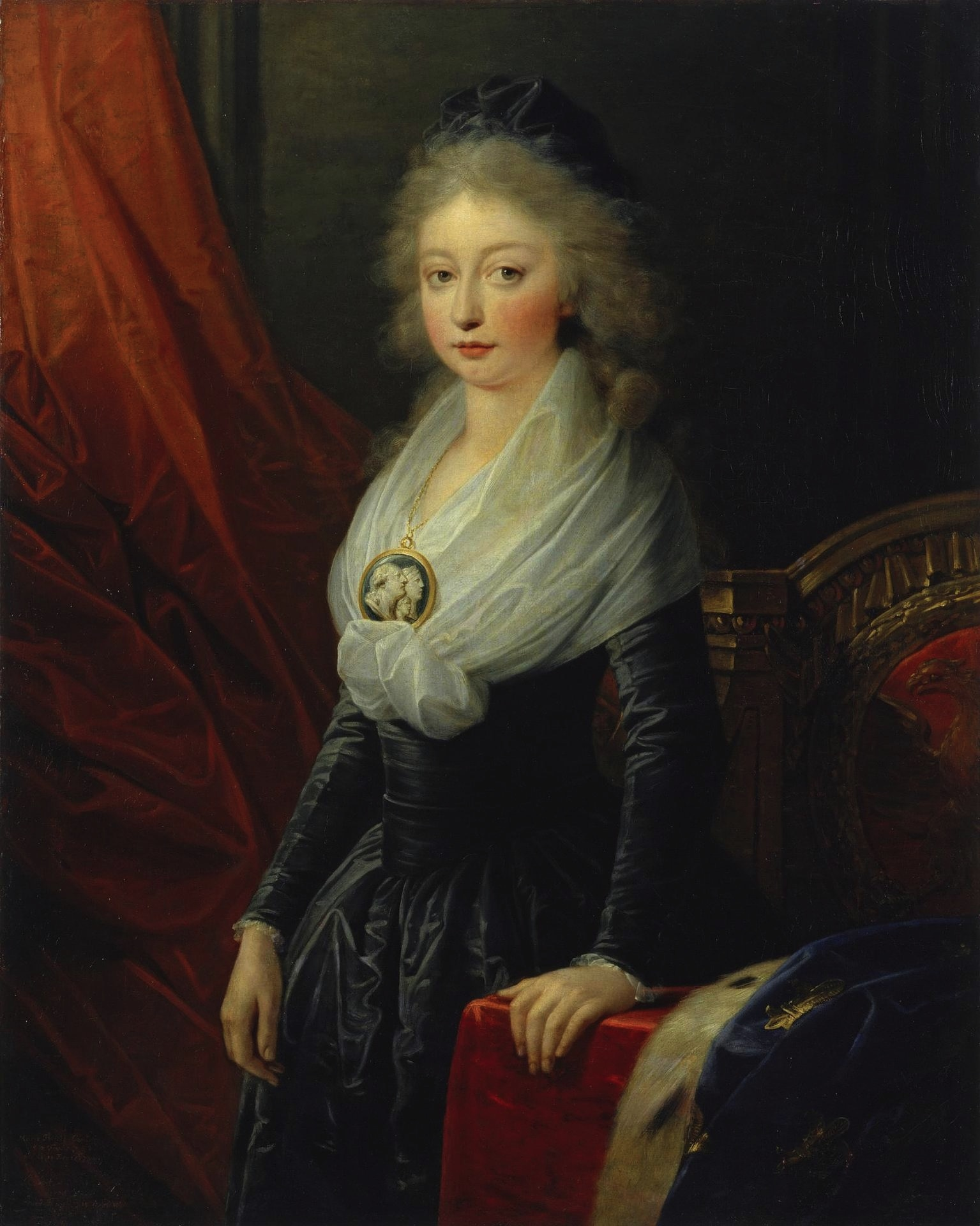
ماري تيريز في فيينا بعد مغادرة فرنسا الثورية 1796

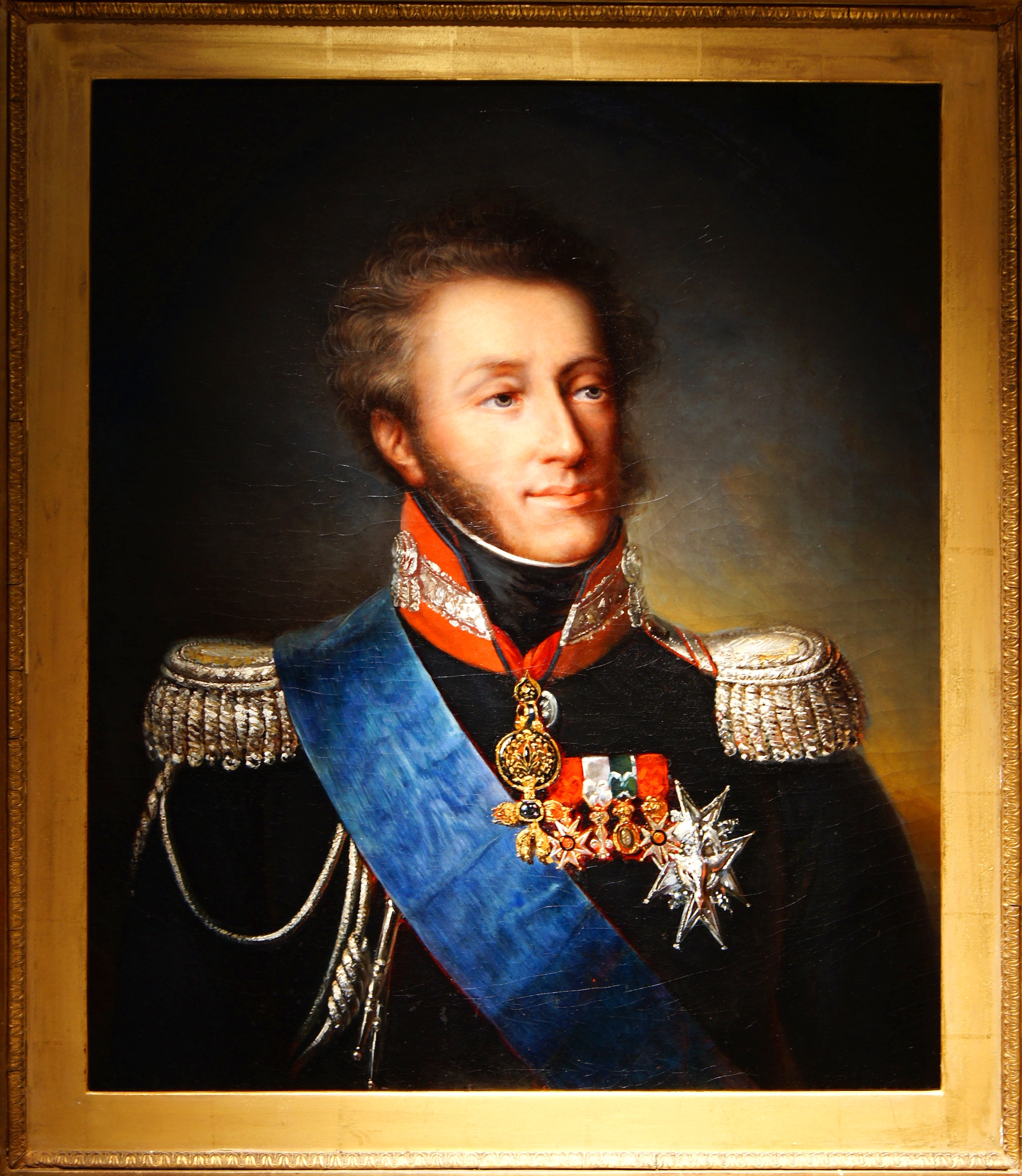
لويس أنطوان، دوق أنغوليم

وصلت ماري تيريز إلى فيينا في 9 يناير 1796 في المساء بعد 22 يوماً من مغادرتها برج تومبل.
غادرت فيينا في وقت لاحق وانتقلت إلى ميتاو، كورلاند الروسية (الآن يلغافا، لاتفيا) ، حيث عاش عمه كونت بروفنس كضيف على بول الأول قيصر روسيا، كان قد أعلن نفسه ملكًا على فرنسا باسم لويس الثامن عشر بعد وفاة شقيقها ووالدها مع عدم وجود أطفال له، تمنى أن تتزوج من ابن عمها لويس أنطوان، دوق أنغوليم وافقت ماري تيريز على الفور، حاول والده إقناع لويس الثامن عشر بعدول عن هذا الزواج. ومع ذلك أقيم حفل الزفاف في 10 يونيو 1799 في قصر جيلجافا (لاتفيا الحديثة)، لم ينجبوا اطفال.

### في بريطانيا
انتقلت العائلة المالكة إلى بريطانيا العظمى حيث استقروا في هارتويل هاوس، باكينغهامشير،  بينما أمضى والد زوجها معظم وقته في إدنبرة، حيث حصل على شقق في هوليرود هاوس، انتهت سنوات المنفى الطويلة بتنازل نابليون الأول عن العرش في عام 1814، واستعادة آل بوربون العرش مع اعتلى عمها لويس الثامن عشر الحكم بعد عشرون عاماً من وفاة والدها لويس السادس عشر.

## استعراش آل بوربون (1814 - 1830)
حاول لويس الثامن عشر توجيه مسار وسط بين الليبراليين والملكيين المتطرفين تحت قيادة كونت أرتوا، كما حاول قمع العديد من الرجال الذين انتحلوا شخصية شقيقها الأصغر، هؤلاء المطالبون تسببوا لأميرة بقدر كبير من العاطفة.
كانت ماري تيريز لا تثق في العديد من الفرنسيين الذين دعموا الجمهورية أو نابليون، زارت المكان الذي مات فيه شقيقها، ومقبرة مادلين حيث دفن والديها، في وقت لاحق، تم استخراج الرفات الملكية في 18 يناير 1815 وأعيد دفنهم في كاتدرائية سان دوني المقبرة الملكية في 21 يناير 1815 .
في مارس 1815 عاد نابليون إلى فرنسا وسرعان ما بدأ في كسب المؤيدين ورفع الجيش في الفترة المعروفة باسم المائة يوم، فر لويس الثامن عشر من فرنسا، لكن ماري تيريز التي كانت في بوردو في ذلك الوقت حاولت حشد القوات المحلية، بحيث وافقت القوات على الدفاع عنها ولكن ليس بتسبب في حرب أهلية مع قوات نابليون، بقيت ماري تيريز في بوردو على الرغم من أوامر نابليون باعتقالها عند وصول جيشه، اعتقادًا منها بأن قضيتها قد ضاعت، ولتجنب الدمار وإرقاء الدماء، وافقت أخيرًا على المغادرة، دفعت فعلتها هذه نابليون إلى ملاحظة بأنها "الرجل الوحيد في عائلتها".
بعد هزيمة نابليون في واترلو في 18 يونيو 1815، تمت استعادة آل بوربون للمرة الثانية، وعاد لويس الثامن عشر إلى فرنسا.

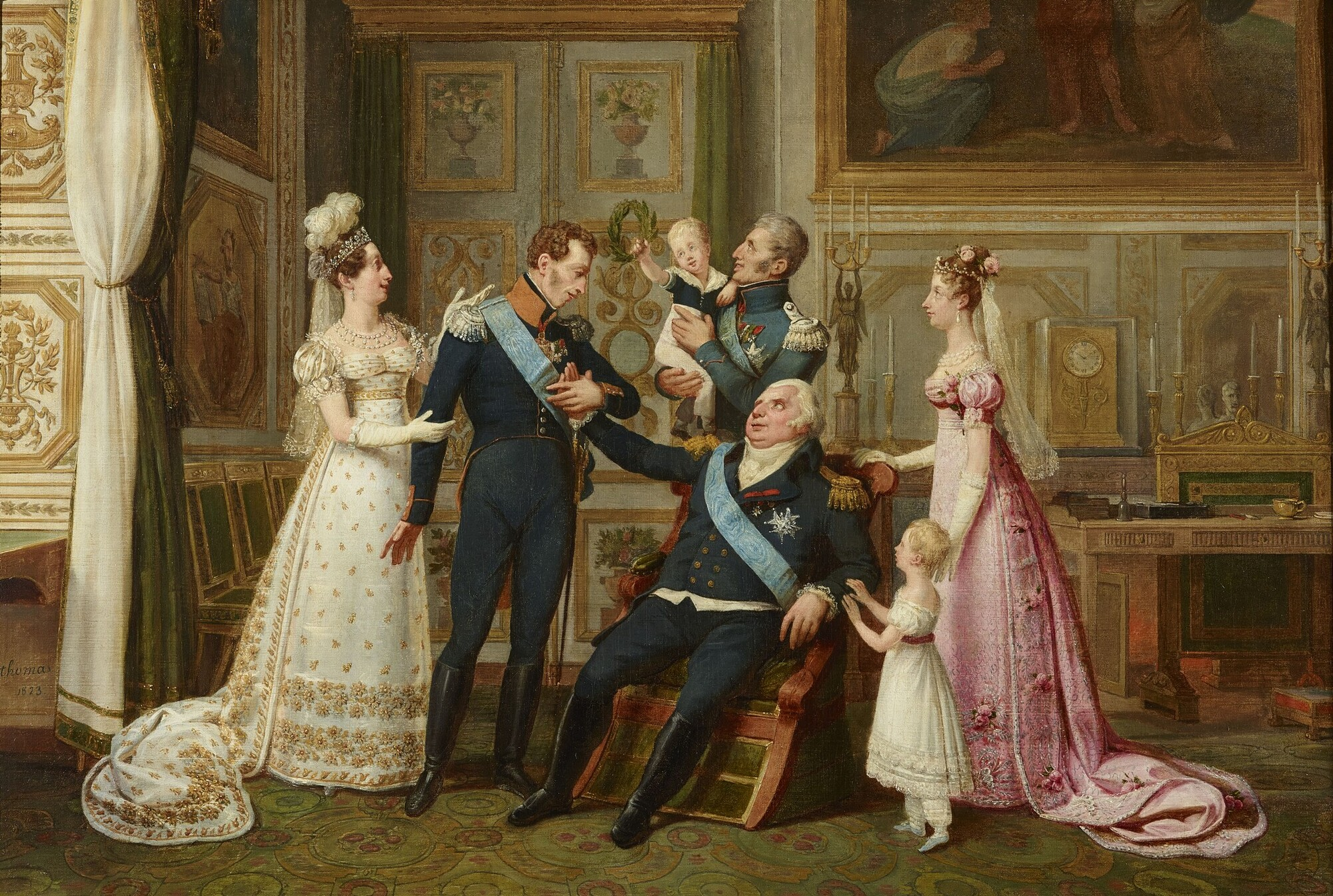
لوحة أسرة بوربون 1823

في 13 فبراير 1820 وقعت مأساة عندما اغتيل ابن حماها دوق بيري على يد متعاطف مع قضية آل بونابرت بيير لوفيل، بعد فترة وجيزة دخل السرور إلى العائلة المالكة وخاصة عندما علمت بأن دوقة بيري الأرملة كانت حاملاً وقت وفاة زوجها، وفي 29 سبتمبر 1820 ، أنجبت ابنها هنري ما يعرف بـ "الطفل المعجزة" ، الذي تولى فيما بعد بصفته مدعي بوربون العرش الفرنسي، ولقب كونت شامبور.
توفي عمها لويس الثامن عشر في 16 سبتمبر 1824، وخلفه أخوه الأصغر كونت أرتوا شارل العاشر، بذلك أصبح زوجها وريثاً للعرش، وتم مخاطبتها بـ السيدة الدوفينة (Madame la Dauphine)؛ ومع ذلك عاد الشعور المناهض للملكية في التزايد مرة أخرى، وكذلك أدى تعاطف شارل إلى الملكيين المتطرف بنفور العديد من أفراد الطبقة العاملة والمتوسطة منه وبغضه.
في 2 أغسطس 1830 بعد ثورة يوليو 1830 التي استمرت ثلاثة أيام تنازل شارل العاشر وغادر مع عائلته إلى قصر رامبوييه لصالح زوجها الذي تنازل بدوره لصالحه ابن أخيه دوق بوردو البالغ من العمر تسع سنوات، على الرغم من حقيقة أن شارل العاشر قد طلب أن يكون لويس فيليب دوق أورليان وصياً للعرش، إلا أنه عرض عليه التاج الملكي ووافق على الفور وأطلق على نفسه لقب ملك الفرنسيين.
'في 4 أغسطس وبموكب طويل غادرت ماري تيريز رامبوييه إلى منفى جديد مع عمها وزوجها والحفيد الصغير ووالدته دوقة بيري وشقيقته لويز ماري تيريز دارتوا، وفي 16 أغسطس وصلت العائلة إلى ميناء شيربورج حيث استقلوا سفينة متوجهة إلى بريطانيا، اهتم الملك لويس فيليب بترتيبات مغادرة أبناء عمومته وإبحارهم.

## النفي النهائي (1830-1851)
عاشت العائلة المالكة في إدنبرة حتى عام 1833  عندما اختار الملك السابق الانتقال إلى براغ كضيف على ابن خالها فرانتس الأول إمبراطور النمسا، انتقلوا إلى شقق فاخرة في قلعة براغ، وفي وقت لاحق غادرت العائلة المالكة براغ وانتقلت إلى ملكية الكونت كورونيني بالقرب من غوريتسيا، والتي كانت نمساوية في ذلك الوقت ولكنها موجودة اليوم في إيطاليا، قامت ماري تيريز برعاية عمها بإخلاص خلال مرضه الأخير في عام 1836 عندما توفي بسبب الكوليرا.
توفي زوجها عام 1844 ودفن بجانب والده، انتقلت ماري تيريز بعد ذلك إلى إحدى قلاع الباروكية القريبة من فيينا، حيث أمضت أيامها في التنزه والقراءة والخياطة والصلاة، حفيد حماها الذي نصب نفسه الآن كونت شامبور غادر إلى فرنسا وبجوار أخته، على العموم ففي عام 1848 انتهى عهد لويس فيليب بثورة، وللمرة الثانية أصبحت فرنسا جمهورية.

### وفاتها
توفيت ماري تيريز في قصر فروهسدورف في 19 أكتوبر 1851 عن عمر يناهز الثانية والسبعون بسبب إلتهاب رئوي، بعد ثمانية وخمسون سنة من إعدام أمها ماري أنطوانيت، دفنت في دير كوستانيويتسا بغوريتسيا في الإمبراطورية النمساوية الآن نوفا غوريتسيا في سلوفينيا، دفنت في جانب زوجها لويس أنطوان وعمها شارل العاشر .
في وقت لاحق ابن أخيها هنري كونت شامبور الذي كان آخر ذكر من الفرع الأكبر في عائلة بوربون، زوجته الكونتيسة ماريا تيريزا من النمسا-إستي وشقيقته الوحيدة لويز دوقة بارما، دفنوا أيضاً في سرداب في غوريتسيا، كما تم دفن الدبلوماسي الشهير دوق بلاكاس هناك تكريماً له لسنوات خدمته الطيبة كوزير لويس الثامن عشر وشارل العاشر.
وُصِفت ماري تيريز على شاهد قبرها بأنها ملكة فرنسا الأرملة في إشارة إلى حكم زوجها لمدة 20 دقيقة بصفته الملك لويس التاسع عشر.

## لغز الكونتيسة الغامضة
في أكتوبر 2013 ، تم استخراج قبر امرأة في هيلدبورغهاوزن، تورينغن، ألمانيا، للحصول على الحمض النووي للاختبار ، لتحديد ما إذا كانت ماري تيريز أم لا.
 عاشت المرأة التي أطلقت على اسمها صوفيا بوتا، في قلعة بالمنطقة من عام 1807 حتى وفاتها في عام 1837، ولم تتحدث علناً أبداً، أو شوهدت في الخارج دون أن تغطي وجهها. كان برفقتها ليوناردوس كورنيليوس فان دير فالك، السكرتير في السفارة الهولندية في باريس من يوليو 1798 إلى أبريل 1799، وكانوا معروفين معاً باسم الكونتات الغامضون. أشار فان دير فالك إلى بوتا باسم "جريسك" وكانا يتحدثان فقط مع بعضهما البعض بالفرنسية.
 يعتقد بعض المؤرخين الألمان أنها كانت ماري تيريز الحقيقية، التي تبادلت الأماكن مع أختها بالتبني، إرنستين لامبريكيه بعد الثورة. من المحتمل أنها أصيبت بصدمة شديدة لدرجة أنها لا تستطيع استئناف دورها في المجتمع، ولكن أيضًا نتيجة الحمل، بعد إساءة خاطفيها، والتي تمت الإشارة إليها في رسالة من صديقة للعائلة، في البلاط الملكي الإسباني، في عام 1795.
كشف اختبار الحمض النووي أن الكونتيسة المخفية لم تكن ماري تيريز، بل كانت امرأة أخرى لا تزال هويتها غامضة. في 28 يوليو 2014، بثت قناة دائرة الإهتمام حول الكونتيسة المخفية على شاشة التلفاز، النتائج التي أثبتت بما لا يدع مجالاً للشك أن الكونتيسة المخفية لم تكن ماري تيريز.

## معرض الصور

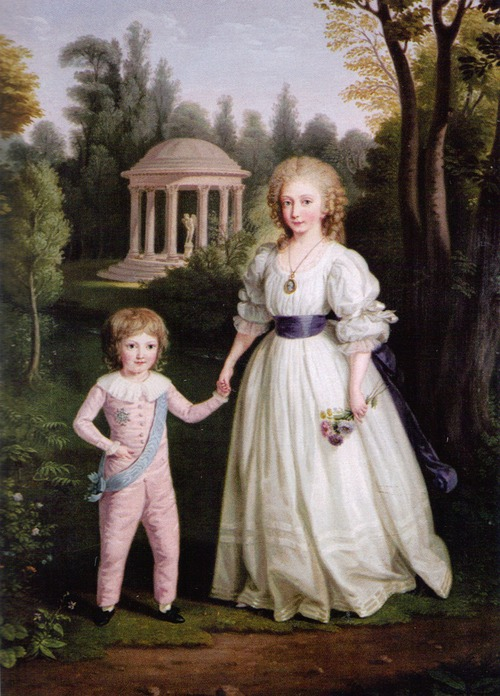
ماري تيريز مع شقيقها لويس شارل
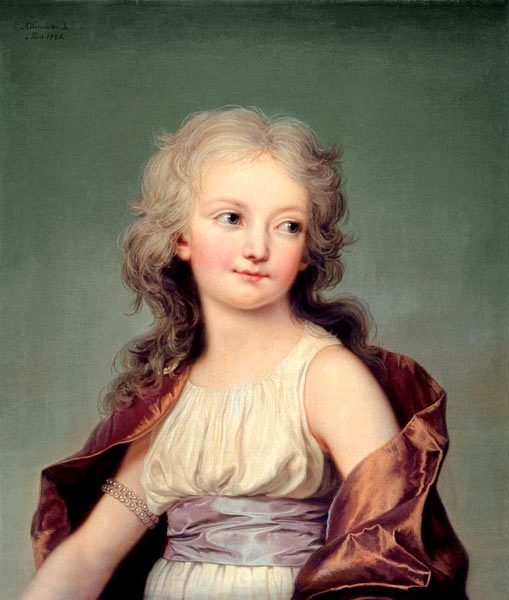
لوحة ماري تيريز في 1786
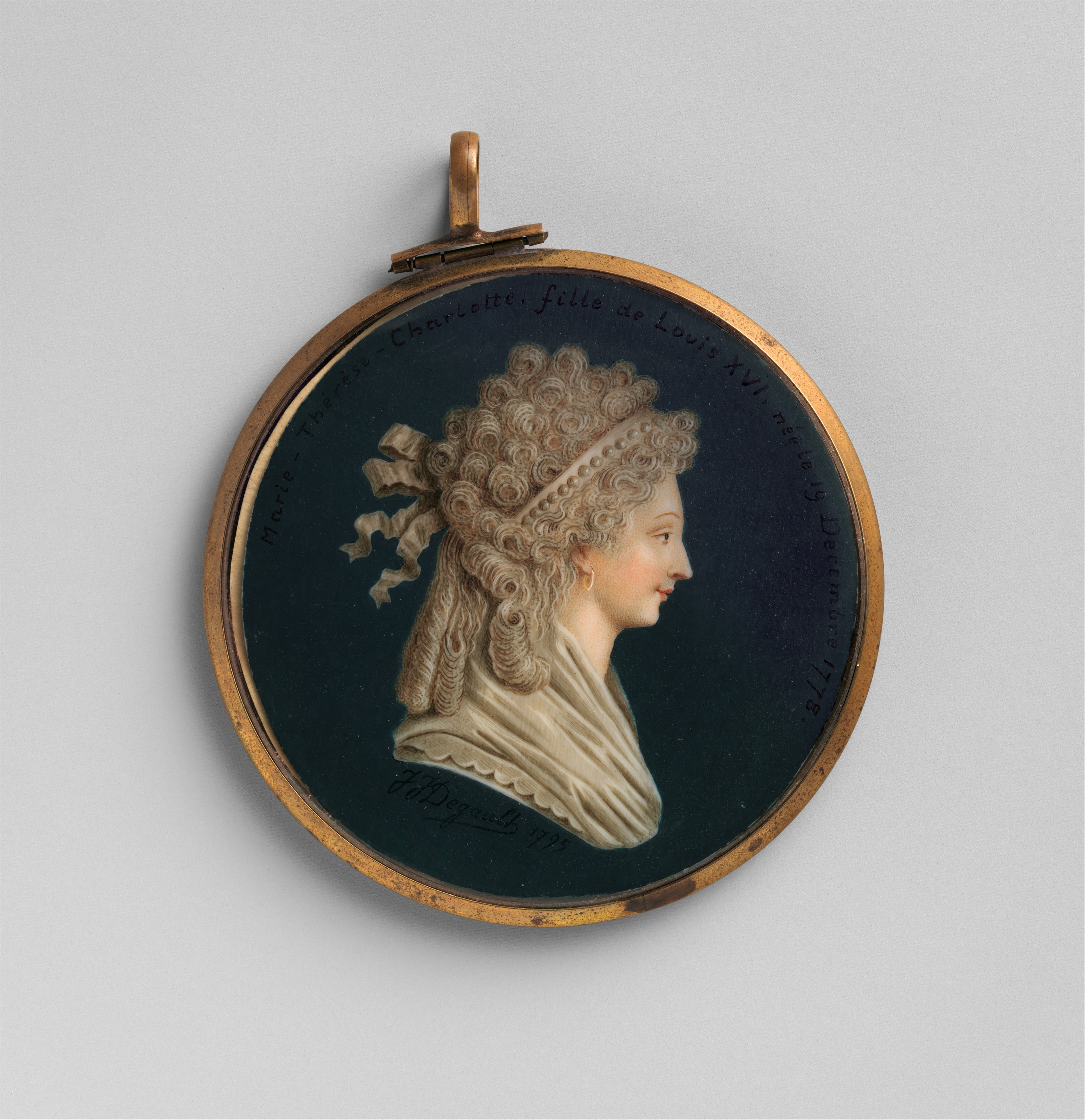
ماري تيريز في 1795.
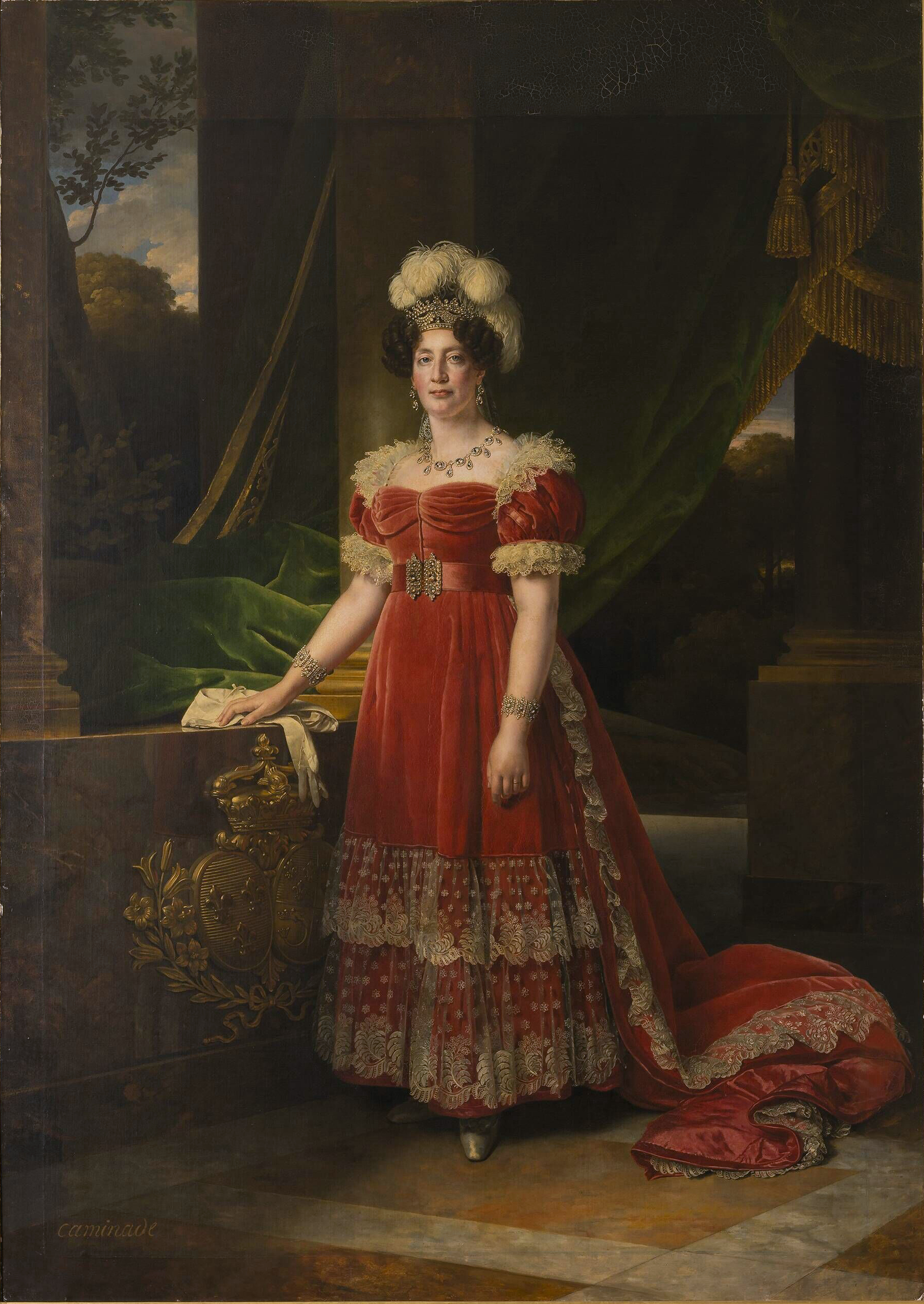
بورتريه بريشة ألكسندر كامينيد، 1827
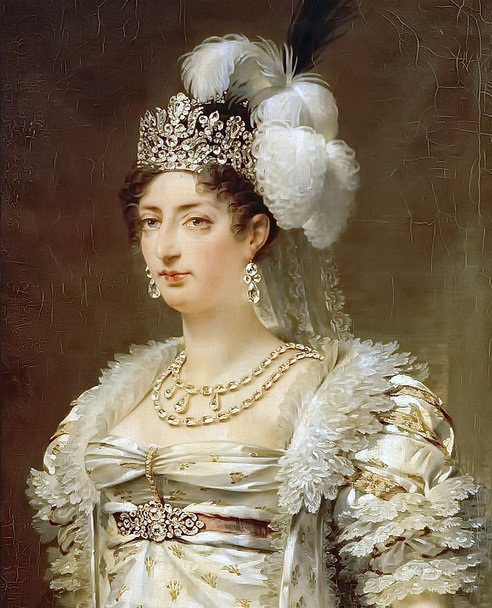
بورتريه بريشة أنطوان قروس
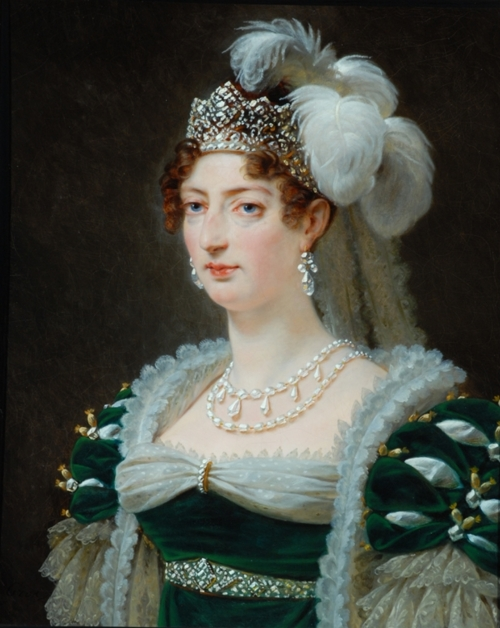
بورتريه بريشة أنطوان قروس
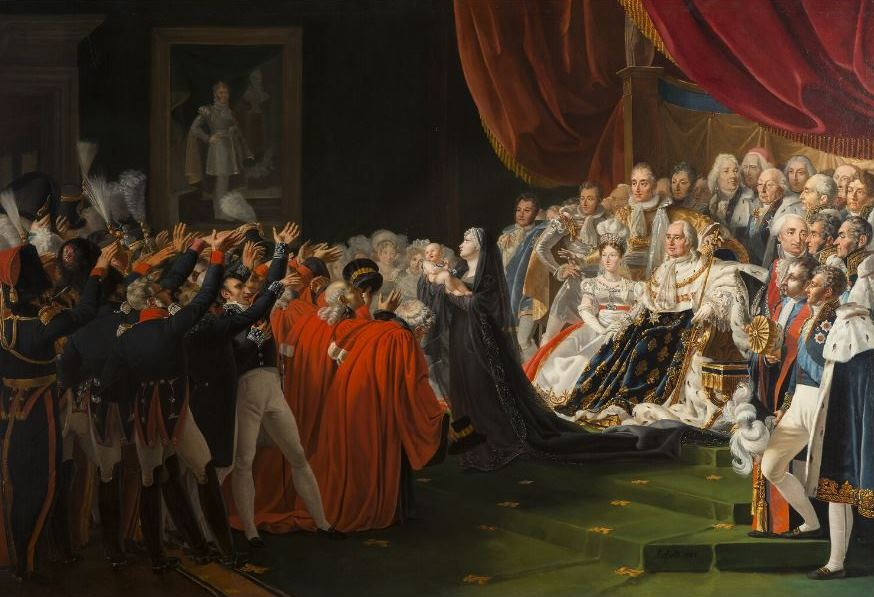
لوحة تقديم دوق بوردو للشعب والجيش من قبل دوقة بيري بحضور الملك. (ماري تيريز بجانب لويس الثامن عشر)
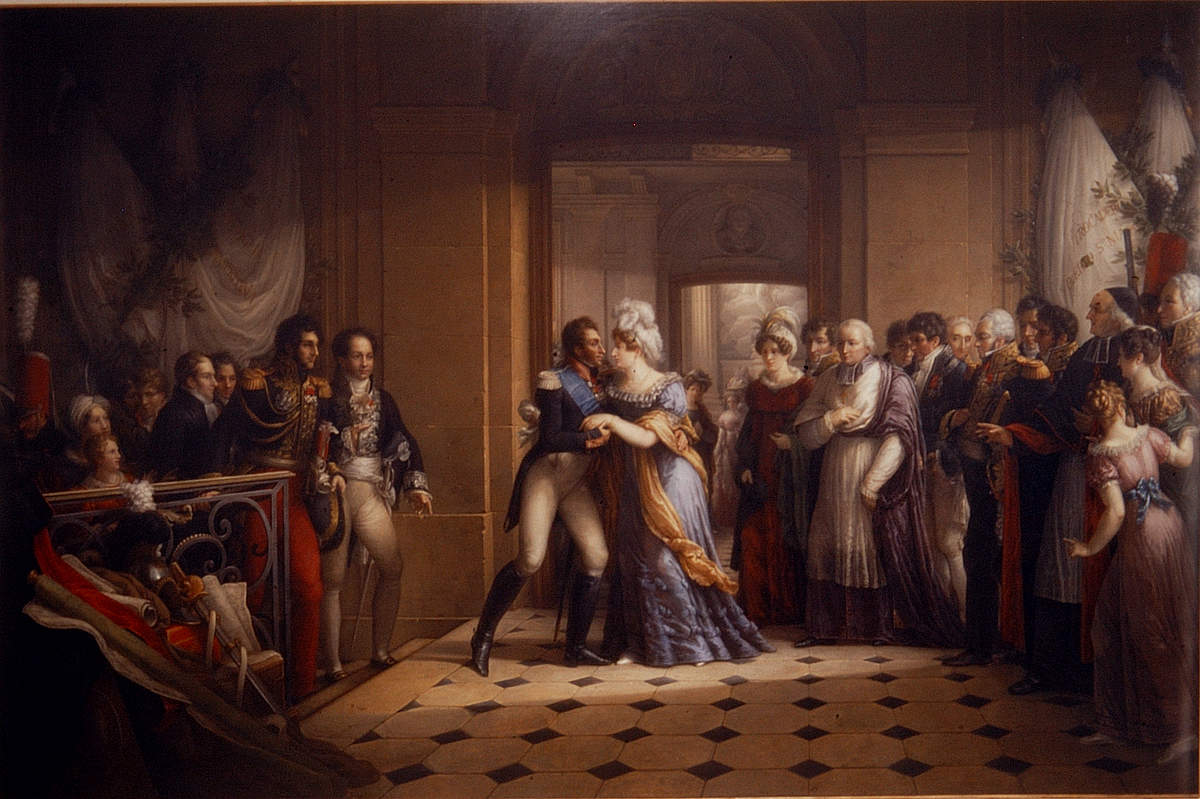
دوق أنغوليم يلتقي بدوقة أنغوليم.
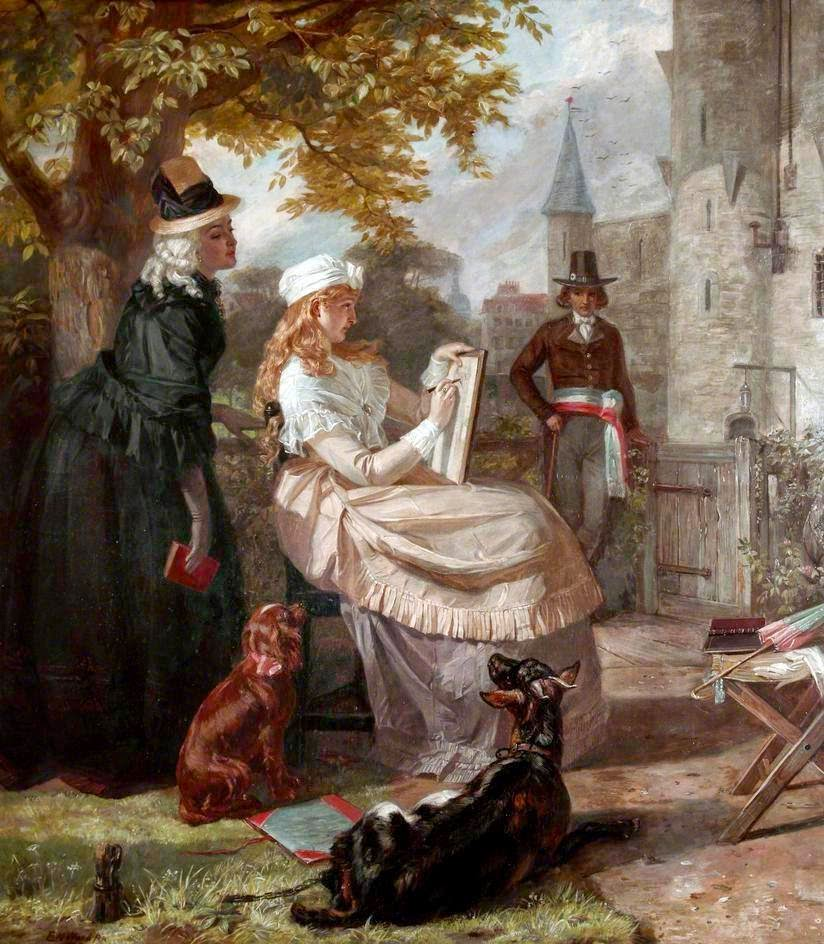
يتيمة تومبل بريشة إدوارد ماثيو وارد، 1875.

## أنظر أيضاً
- إليزابيث فيليب الفرنسية
- ماري أنطوانيت
- الثورة الفرنسية
- إرنستين لامبريكيه

## النسب
|  |                                               |  |  |  |  |  |  |  |  |  |  |  |  |  |  |  |
|  | 8. لويس الخامس عشر ملك فرنسا ونبرة            |  |  |  |  |  |  |  |  |  |  |  |  |  |  |  |
|  |                                               |  |  |  |  |  |  |  |  |  |  |  |  |  |  |  |
|  |                                               |  |  |  |  |  |  |  |  |  |  |  |  |  |  |  |
|  | 4. لويس دوفين فرنسا                           |  |  |  |  |  |  |  |  |  |  |  |  |  |  |  |
|  |                                               |  |  |  |  |  |  |  |  |  |  |  |  |  |  |  |
|  |                                               |  |  |  |  |  |  |  |  |  |  |  |  |  |  |  |
|  | 9. ماري ليزينسكا                              |  |  |  |  |  |  |  |  |  |  |  |  |  |  |  |
|  |                                               |  |  |  |  |  |  |  |  |  |  |  |  |  |  |  |
|  |                                               |  |  |  |  |  |  |  |  |  |  |  |  |  |  |  |
|  | 2. لويس السادس عشر ملك فرنسا ونبرة            |  |  |  |  |  |  |  |  |  |  |  |  |  |  |  |
|  |                                               |  |  |  |  |  |  |  |  |  |  |  |  |  |  |  |
|  |                                               |  |  |  |  |  |  |  |  |  |  |  |  |  |  |  |
|  | 10. أغسطس الثالث ملك بولندا                   |  |  |  |  |  |  |  |  |  |  |  |  |  |  |  |
|  |                                               |  |  |  |  |  |  |  |  |  |  |  |  |  |  |  |
|  |                                               |  |  |  |  |  |  |  |  |  |  |  |  |  |  |  |
|  | 5. ماري جوزيف الساكسونية                      |  |  |  |  |  |  |  |  |  |  |  |  |  |  |  |
|  |                                               |  |  |  |  |  |  |  |  |  |  |  |  |  |  |  |
|  |                                               |  |  |  |  |  |  |  |  |  |  |  |  |  |  |  |
|  | 11. ماريا يوزفا النمساوية ملكة بولندا القرينة |  |  |  |  |  |  |  |  |  |  |  |  |  |  |  |
|  |                                               |  |  |  |  |  |  |  |  |  |  |  |  |  |  |  |
|  |                                               |  |  |  |  |  |  |  |  |  |  |  |  |  |  |  |
|  | 1. ماري تيريز دوقة أنغولم                     |  |  |  |  |  |  |  |  |  |  |  |  |  |  |  |
|  |                                               |  |  |  |  |  |  |  |  |  |  |  |  |  |  |  |
|  |                                               |  |  |  |  |  |  |  |  |  |  |  |  |  |  |  |
|  | 12. ليوبولد دوق لورين                         |  |  |  |  |  |  |  |  |  |  |  |  |  |  |  |
|  |                                               |  |  |  |  |  |  |  |  |  |  |  |  |  |  |  |
|  |                                               |  |  |  |  |  |  |  |  |  |  |  |  |  |  |  |
|  | 6. فرانتس الأول إمبراطور الروماني المقدس      |  |  |  |  |  |  |  |  |  |  |  |  |  |  |  |
|  |                                               |  |  |  |  |  |  |  |  |  |  |  |  |  |  |  |
|  |                                               |  |  |  |  |  |  |  |  |  |  |  |  |  |  |  |
|  | 13. إليزابيث شارلوت داورليان                  |  |  |  |  |  |  |  |  |  |  |  |  |  |  |  |
|  |                                               |  |  |  |  |  |  |  |  |  |  |  |  |  |  |  |
|  |                                               |  |  |  |  |  |  |  |  |  |  |  |  |  |  |  |
|  | 3. ماري أنطوانيت من النمسا ملكة فرنسا ونبرة   |  |  |  |  |  |  |  |  |  |  |  |  |  |  |  |
|  |                                               |  |  |  |  |  |  |  |  |  |  |  |  |  |  |  |
|  |                                               |  |  |  |  |  |  |  |  |  |  |  |  |  |  |  |
|  | 14. كارل السادس إمبراطور الروماني المقدس      |  |  |  |  |  |  |  |  |  |  |  |  |  |  |  |
|  |                                               |  |  |  |  |  |  |  |  |  |  |  |  |  |  |  |
|  |                                               |  |  |  |  |  |  |  |  |  |  |  |  |  |  |  |
|  | 7. ماريا تيريزا النمساوية                     |  |  |  |  |  |  |  |  |  |  |  |  |  |  |  |
|  |                                               |  |  |  |  |  |  |  |  |  |  |  |  |  |  |  |
|  |                                               |  |  |  |  |  |  |  |  |  |  |  |  |  |  |  |
|  | 15. إليزابيث كريستين من براونشفايغ-فولفنبوتل  |  |  |  |  |  |  |  |  |  |  |  |  |  |  |  |
|  |                                               |  |  |  |  |  |  |  |  |  |  |  |  |  |  |  |
|  |                                               |  |  |  |  |  |  |  |  |  |  |  |  |  |  |  |

## روابط خارجية
| ماري تيريز (دوقة أنغوليم) آل بوربونفرع من سلالة الكابيتيونولد: 19 ديسمبر 1778 توفي: 19 أكتوبر 1851 |                                            |                                                                |
| ألقاب الملكية الفرنسية                                                                             |                                            |                                                                |
| شاغرآخر من حمل اللقب ماري لويز من النمسا كإمبراطورة فرنسا                                          | ملكة فرنسا القرينة 2 أغسطس 1830 ل 20 دقيقة | شاغرحامل اللقب التاليماريا أماليا من نابولي وصقلية كملكة فرنسا |
| ألقاب ادعائيَّة بِالأحقيَّة                                                                             |                                            |                                                                |
| شاغرثورة يوليوآخر من حمل اللقب ماري جوزفين من سافوي(فخرياً)                                         | — المنصب — ملكة فرنسا القرينة              | شاغرحامل اللقب التاليماريا تيريزا من النمسا-إستي               |